# اجیت پال سینگ
اجیت پال سینگ (انگلیسی: Ajit Pal Singh؛ زادهٔ ۱ آوریل ۱۹۴۷) بازیکن هاکی روی چمن اهل هند است.